# A Light in the Dark
A Light in the Dark – ósmy album studyjny amerykańskiego zespołu heavymetalowego Metal Church wydany 16 czerwca 2006 roku przez Steamhammer.
Utwór Watch the Children Pray 2006 jest hołdem dla nieżyjącego wokalisty, Davida Wayne'a. Oryginalny utwór pochodzi z albumu The Dark wydanego w 1986 roku.

## Lista utworów
Autorami utworów, jeśli nie podano inaczej, są Ronny Munroe i Kurdt Vanderhoof.
1. „A Light in the Dark” – 5:29
2. „Beyond All Reason” – 5:40
3. „Mirror of Lies” – 4:27
4. „Disappear” – 6:03
5. „The Believer” – 5:33
6. „Temples of the Sea” (Vanderhoof) – 9:48
7. „Pill for the Kill” – 4:30
8. „Son of the Son” – 4:44
9. „More than Your Master” – 4:49
10. „Blinded by Life” – 3:33
11. „Watch the Children Pray 2006” – 5:50

## Twórcy
| Metal Church w składzie - Ronny Munroe – śpiew - Jay Reynolds – gitara - Kurdt Vanderhoof – gitara, instrument klawiszowe, produkcja, miksowanie - Steve Unger – gitara basowa, wokal wspierający - Jeff Plate – perkusja | Personel - Christian Jacobson – inżynieria dźwięku (asystent) - Mark Greer – miksowanie - Kai Swillus – projekt okładki - Roland Guth – zdjęcia |